# Славгород (аеродром)
Славгород (також відомий як Славгород Північний, рос. «Славгород Северный»
) — військовий аеродром в Росії, розташований 5 км на південь від Славгорода Алтайського краю. 

## Історія
У 1968-1999 роках тут базувався 59-й навчальний авіаційний полк Барнаульського вищого військового авіаційного училища льотчиків Сибірського військового округу. 